# Nizozemská heraldika

Znak Nizozemska

Nizozemská heraldika odráží pestrou historii Nizozemska.

## Pravidla

### Přilby
V Nizozemsku nejsou žádná pravidla, která by omezovala počet přileb ani jejich počet, polohu, druh nebo barvu.

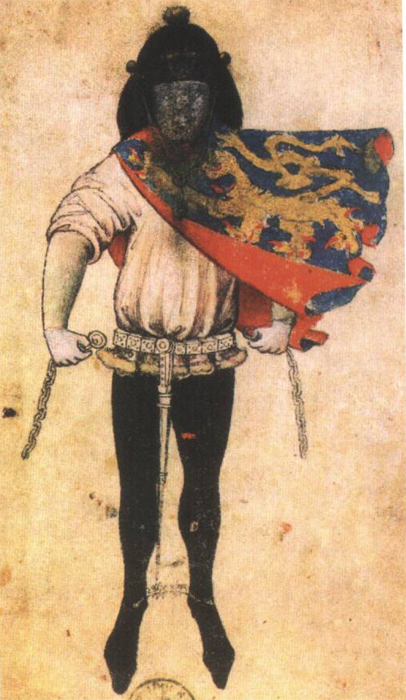
Nizozemský herold (14. století)

### Hesla
Hesla nejsou také nijak omezena, ale v nizozemské heraldice se obvykle nevyskytují, případně ve francouzštině nebo v latině.

## Šlechtická heraldika, tituly
V Nizozemsku jsou všechny šlechtické znaky chráněny. Po vzniku Nizozemského království (po roce 1815), se ze starých patricijských rodů staly šlechtické. Hlava 65 nizozemské ústavy říká, že „Královna uděluje šlechtictví. Žádný Holanďan nemůže přijmout cizí titul.“ To však není jediný případ, kdy se slovo „šlechtictví“ objevuje v nějakém kodexu. Dalším příkladem je zákon o šlechtictví z 1. srpna 1994 (Wet op de Adeldom). Má povahu zvláštního předpisu rodinného práva. Šlechtický titul se uděluje královským výnosem. Žádný zákon nedefinuje privilegia nebo práva této šlechty, protože žádná nejsou. Používané tituly jsou „Baron“ a „Baroness“, „Graaf“ (hrabě) a „Gravin“. Knížecí tituly se již neužívají, kromě titulu knížete Oranžského v královském domě. Tituly markýzů a vévodů se již nepoužívají. Namísto toho však existuje výjimečně používaný titul „purkrabí“/Burggraaf, rovný vikomtovi. Pokud je někdo nobilitován, jeho děti – synové i dcery – sdílejí toto privilegium, ale neexistují žádné předepsané tituly. Oficiálně nesou otcův stav od narození, ale fakticky existuje zvyk je za mlada oslovovat jako „Jonker“(„panoš“?) u chlapců a „Freule“ (Slečna) u dívek. Dnes obvyklý výraz „Jonkheer“ (baronet, zeman – srov. s německým Junker) a „Jonkvrouw“ (vlastně „slečna“, urozená panna), není v pravém smyslu titulem, jde spíše o oslovení netitulovaného šlechtice, o nejnižší stupeň šlechtictví.
Princ a princezna je titul příslušníků královské rodiny (Prins/Prinses der Nederlanden, Prins/Prinses van Oranje – Nassau). Pro královskou rodinu platí samostatný zákon (nikoli pouze rodinný statut jako u Arcidomu rakouského) - Zákon o členství v královském domě ze 30. května 2002 (Stb. č. 275, houdende regeling van het lidmaatschap koninklijk huis alsmede daaraan verbonden titels/Wet lidmaatschap koninklijk huis/). Za členy královského domu se považuje panovník, odstoupivší panovník, člen královské rodiny s právem trůnní posloupnosti (následnictví) a jejich manželé či manželky. Královská rodina je širší pojem a zahrnuje i ony členy dynastie, jež byli ze členství v královském domě vyloučeni. Bez výjimky k tomu docházelo pro „nevhodné sňatky“, tedy sňatky neschválené Generálními stavy (parlamentem). Týká se to například královniny sestry a mladšího syna královny, dnes již zesnulého prince Johana-Frisa.
Zvláštností je, že jak královna Juliana, tak i královna Beatrix po své abdikaci přijaly opět titul princezen a své osobní erby princezen.

## Vysoká rada šlechty
Nad udělování a užíváním znaků bdí Vysoká rada šlechty (Hoge Raad van Adel - u Milana Bubna: Encyklopedie heraldiky, Libri Praha 2003, str. 305, nepřesně přeloženo jako Nejvyšší soud šlechty). Jde o poradní orgán nizozemské vlády ve věcech heraldiky. Vysokou radu šlechty tvoří stálý předseda, stálý tajemník a ze čtyři členové, jejichž funkce jsou zaměřeny na otázky šlechtictví, zvláště na heraldické a genealogické a na řešení žádostí městských (obecních) rad o nový znak. Právním podkladem pro její fungování je článek 6 zákona o šlechtictví. V letech 1814-1819 a 1844-1852 patřila k Vysokým státním kolegiům/Hoog College van Staat. Dnes k nim patří První a Druhá komora Generálních stavů (de Eerste Kamer der Staten-Generaal, de Tweede Kamer der Staten-Generaal - parlamentní sněmovny), Státní rada/de Raad van State, Všeobecná účetní komora/de Algemene Rekenkamera a Národní ombudsman/de Nationale Ombudsman. Vysoká rada Nizozemska/de Hoge Raad der Nederlanden k těmto kolegiím nepatří, jde o nejvyšší soud Nizozemska. Prvním předsedou Vysoké rady šlechty byl roku 1814 jmenován Willem Anne baron van Spaen la Lecq (1750-1817), jeho prvním sekretářem byl p. Jacob van der Lely van Oudewater (1769–1825).

### Dnešní úkoly
Hoge Raad van Adel se zabývá:
- registrací nizozemské šlechty v registru filiací/filiatieregister
- sestavováním a pozměňováním znaků provincií, obcí a jiných právnických osob veřejného práva (od roku 1919 naleží také znaky soukromoprávních nadací a církví do oblasti působnosti Vysoké rady)
- poradenstvím ve věci znaků a vlajek království a standart členů Královského domu/Koninklijk Huis. Znaky a vlajky jsou stanovovány královským výnosem/Koninklijk Besluit;
- vedení registru vlajek/vlaggenregister, kam se zapisují vlajky provincií, vodních správ/waterschappen a obcí, a kam se ukládají jejich popisy,
- poradenstvím ministru obrany/de Minister van Defensie ve věci emblémů a medailí ozbrojených sil a plavidel,
- poradenství ministru všeobecných záležitostí/de Minister van Algemene Zaken (předseda vlády) ve věci nomenklatury/naamgeving, titulatury a udělování erbů členů královského domu;
- poradenství ministru vnitřních věcí a královských vztahů/de Minister van Binnenlandse Zaken en Koninkrijksrelaties ve věci šlechtictví,
- poradenství ministru spravedlnosti/de Minister van Justitie ve věci změny jména, pokud jde o jména šlechtických rodů a jejich panství.

Akty Vysoké rady šlechty jsou vydávány pod dohledem ministerstva spravedlnosti a její práva jsou omezena královskými dekrety nebo výnosy v radě. 1. srpna 1994 bylo stanoveno změnou výnosu panovníka č. 10 ze 24. června 1814 (besluit van de Soevereine Vorst van 24 juni 1814, nr.10.), že dohled nad činností Vysoké rady mají výše uvedení.

### Složení rady
Současným předsedou rady je doktor Coenraet Otto Alexander (Coen) baron Schimmelpenninck van der Oije (od r. 1991, člen od r. 1984). Ostatními členy jsou:
- jhr. dr. F.K.M. van Nispen tot Pannerden (od r. 2002)
- mr. H.C.R.M. baron de Wijkerslooth de Weerdesteijn (od r. 2005)
- drs. R.M. baronka van Pallandt (od r. 2010)
- mr. C.J.A. baronka Snouckaert van Schauburg-Buchwaldt (od r. 2012).

Sekretářem rady je dr. E.J. Wolleswinkel (od r. 2003).

## Genealogický úřad
Od roku 1971 existuje na Centraal Bureau voor Genealogie možnost zaregistrovat si erb, pokud je žadatel Nizozemec nebo jde o rodinu nizozemského původu, žijící v cizině. Ústřední genealogický úřad byl založen roku 1945 zástupci vlády a obchodu, aby sloužil jako dokumentační a informační středisko pro rodinnou historii a heraldiku. Od té doby sbírá úřad výsledky výzkumů genealogů, které jsou přístupné všem badatelům. Každý den jej navštíví přes sto zájemců. Kromě vlastních sbírek CBG uchovává sbírky Nizozemské královské společnosti pro genealogii a heraldiku (Koninklijk Nederlandsch Genootschap voor Geslacht- en Wapenkunde). Genealogické sbírky jsou tvořeny knihovnou (100000 výtisků, soubory rukopisů a životopisných dat (60000 svazků), milióny novinových výstřižků a rodinných oznámení narození, sňatků a úmrtí, genealogická data na mikrofilmech (kopie matričních dokumentů, rodných, křestních a úmrtních listů) z Nizozemska, bývalé Nizozemské Východní a Západní Indie. Většina sbírek je katalogizovaná a lze v nich vyhledávat on-line (Zoeken in bestanden). CBG má stále se rozšiřující heraldické sbírky (knihovnu s mnoha erbovníky, sbírku pečetí a otisků pečetí).
Registrace na CBG sice není právní ochranou, ale registrace znaku a zveřejnění je ochranou před podvodnými obchodníky s erby, kteří operují po celé Evropě. V němčině pro tento druh služeb existuje krásný a výstižný výraz „Wappenschwindel“.
Jinou možností je registrace erbu jakožto ochranné známky na Registračním úřadu pro Benelux se sídlem v Haagu (Bureau Benelux des Marques/Benelux Merkenbureau). Jako jeho kontaktní místa působí Federální veřejná služba hospodářství v Bruselu a Ministerstvo hospodářství, služba pro průmyslové vlastnictví v Lucemburku.

### Koruny

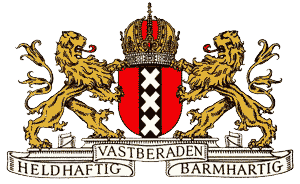
Znak Amsterodamu

Znak Nijmegenu

Šlechtické koruny se kladou na štít nebo na vrchol erbovního pláště. Dříve se také mohla přilba klást na štít a nad ní až byla přilba nebo přilba byla korunována šlechtickou korunou. Dnes může být na štítě pouze koruna nebo přilby. Královskou korunu užívá jen královská rodina a bez rozdílů. V nizozemské heraldice jsou koruny velmi běžné a užívají je i některá města apod. např. Amsterodam a Nijmegen mají ve znaku rakouskou císařskou korunu, provincie Gelderland, Drenthe a Severní Brabantsko korunu knížecí.

### Štítonoši
Štítonoši jsou běžní, a to i v městské heraldice. V královském domě se stalo zvykem, že muži, kteří se přiženili do královského domu, přijali jednoho z královských štítonošů (zlatého lva) jako heraldicky pravého a svého rodného jako heraldicky levého. Tak tomu bylo u prince Jindřicha Meklenburského, otce královny Juliany (zlatý gryf vévodství Rostock), u prince Bernarda z Lippe-Biesterfeldu, otce královny Beatrix (anděl ve stříbrné tunice s červenou růží, který drží palmovou ratolest). Pan Pieter van Vollenhoven, manžel Beatrixiny sestry princezny Margriet, užívá dvou štítonošů - červených zpět hledících jelenů s modrými, stříbrně lemovanými obojky. Claus von Amsberg, manžel Beatrix, měl jako štítonoše dva zlaté lvy, zřejmě udělené královnou Julianou u příležitosti svatby, jednoho i v jednom klenotu (původní rodový klenot Amsbergů -srov. Titan v. Hefner, Otto, J. Siebmachers grosses und allgemeines Wappenbuch, část Der Adel des Königreichs Preussen, Nürnberg, Bauer und Raspe 1857, str. 74 a tabule 96). Dvou zlatých lvů užívali i všichni jeho synové, princové Vilém Alexander, Konstantin i Johan Friso.

## Nešlechtická heraldika
Nizozemsko je (snad kromě Švýcarska) zemí s nejrozšířenější měšťanskou heraldikou vůbec. Většina znaků je z období 1581-1815, kdy bylo Nizozemsko samostatné.

## Státní znak

Znak Nizozemska

Nizozemský znak je z roku 1815 a je odpovídá znaku královského domu (velký znak je označován jako královský, dříve královnin). Jednotliví příslušníci nebo generace královského domu mají vlastní erby, stanovené panovnickým výnosem.

## Městská heraldika
V Nizozemské městské heraldice nejsou téměř žádné znaky s hradbami a branami, ačkoliv bylo Nizozemsko až do roku 1648 součástí Svaté říše římské, kde se tyto znaky vyskytovaly hojně. Města spíše mívají ve znacích lidské postavy, čtvrcení nebo odznaky či postavy pánů města. Velmi časté je také užívání svatoondřejských křížků, které jsou znamením spravedlnosti. Ve znaku je užívají např. města Amsterodam, Bredy, Bergen-op-Zoom. Štítonoši i koruny, jak už bylo řečeno, jsou běžné, zato přilby s klenotem se běžně nepoužívá.